# أحلام مراهقتين (مسلسل)
أحلام مراهقتين (بالإنجليزية: Sapne Suhane Ladakpan Ke)‏ هو مسلسل هندي عرض على قناة زي تي في سنة 2012، وعرض على قناة زي أفلام بعد دبلجته بالعربية وتقسيمه لعدة المواسم.

## قصة المسلسل
يتحدث عن شابة تدعى نجاح وهي من عائلة محترمة ومعروفة وتتكون من أب وأم ( اسمها بشاير وهي امرأة طيبة جدا وهي الكبيرة في العائلة، حيث تشرف على كل المسائل العائلية ) و عم (رؤوف) و زوجته (سيما) و ابنهما (بيان) و عم ثاني وزوجته (سميرة) و ابنهما (دولو) و امرأة أخرى، يبدأ الفيلم بوفاة أخت بشاير (نيها) و تخلي زوجها (أكاش) عن ابنتهما (وجدان) لظروف مجهولة، فتنتقل الشابة المدللة، العنيدة، المتعلقة بالثقافة الغربية، للعيش مع خالتها بشاير وهنا تتسارع الأحداث لتصبح وجدان ونجاح صديقتان مقربتان
بعد مدة تتأقلم وجدان على الوضع في ذلك المنزل وتتعلق بأفراده، وتقع في حب بيان الذي يعشقها، إلا أن بيان مخطوب لشابة تدعى شارو، ونجاح تقع في حب أستاذها في هوكي (توضيح) (الأستاذ راجيف) ،لكنها أيضاً مخطوبة لشاب آخر لا تعرفه حتى، لكن ذلك الشاب هو (ڤيهان) الأخ الأصغر للأستاذ راجيف، فتدور الأحداث حول مغامرات نجاح وصديقتها وجدان التي وقفت شارو في وجه حبها لبيان فعملت على خطط كي يصبح بيان يحبها لدرجة أنها حاولت إخراج وجدان من البيت. لكن جميع خططها فشلت.وظل حب بيان ووجدان مستمر إلى آخر الموسم فقررت عائلتهما بزواجهما.في الموسم الثاني تزوجا. أما نجاح فقد رجع اليها فيهان وهو يحبها ولا يمكنه التخلي عنها لكن عائلتهما لم يوافقوا رغم مبادلة نجاح للإيهان نفس الشعور، كما أنها شاركت في برنامج يتبارى المتسابقون على صنع وتقديم أجمل الأزياء التقليدية الهندية.
1. ↑  "مسلسل احلام المراهقتين مدبلج". لودي نت LODYNET. مؤرشف من الأصل في 2024-06-24. اطلع عليه بتاريخ 2024-02-10.

## وصلات خارجية
- أحلام مراهقتين على موقع IMDb (الإنجليزية)
- أحلام مراهقتين على موقع كينوبويسك (الروسية)
- أحلام مراهقتين على موقع قاعدة بيانات الفيلم (الإنجليزية)